# Nord-Est (departman)
Nord-Est /=Sjeveroistok/, departman na sjeveroistoku Haitija uz granicu s Dominikanskom Republikom na istoku i departmanom Nord na zapadu i Centre na jugu. Nord-Est je jedan od manjih departmana, zauzima tek 1.805 km2 i ima 283.800 stanovnika (2002). Središte mu je stari grad Fort-Liberté, kojega su još 1578. osnovali Francuzi. Nord-Est se sastoji od 4 arrondissementa: Fort-Liberté, Ouanaminthe, le Trou-du-Nord i Vallières.

## Vanjske poveznice
|  | Zajednički poslužitelj ima još gradiva o temi Nord-Est (departman) |